# 인 디스 아워 라이프
인 디스 아워 라이프(In This Our Life)는 미국에서 제작된 존 휴스턴 감독의 1942년 드라마 영화이다. 베티 데이비스 등이 주연으로 출연하였다.

## 출연

### 주연
- 베티 데이비스
- 올리비아 드 하빌랜드

### 조연
- 조지 브렌트
- 데니스 모건
- 찰스 코번
- 프랭크 크레이븐
- 빌리 버크
- 해티 맥대니얼
- 리 패트릭
- 메리 서보스
- 어니스트 앤더슨
- 윌리엄 B. 데이비슨
- 에드워드 필딩
- 존 해밀턴
- 윌리엄 포레스트

## 제작진
- 원작자: 엘렌 글래스고
- 협력프로듀서: 데이빗 루이스
- 의상: 오리 켈리